# Cladocarpus tortus
Cladocarpus tortus är en nässeldjursart som beskrevs av John Fraser 1938. Cladocarpus tortus ingår i släktet Cladocarpus och familjen Aglaopheniidae. Inga underarter finns listade i Catalogue of Life.